# شيخ أباد (نائين)
شيخ‌ أباد هي قرية في مقاطعة نائين، إيران. عدد سكان هذه القرية هو 7 في سنة 2006.